# آران‌ای ریبوزومی ۱۸اس
آران‌ای ریبوزومی ۱۸اس (انگلیسی: 18S ribosomal RNA) بخشی از آران‌ای ریبوزومی است. کلمهٔ «اس» در این عبارت مخفف واحد «سودبرگ» است.
آران‌ای ریبوزومی ۱۸اس یک SSU rRNA است که بخشی از زیرواحد کوچک ریبوزومی یوکاریوتیک (40S) است. این آران‌ای ریبوزومی هم‌ساخت سیتوزولی آران‌ای ریبوزومی ۱۶اس در پروکاریوت‌ها و باکتری‌هاست.
ژن‌های کُدکنندهٔ این آران‌ای، «ژن‌های 18S rRNA» نامیده می‌شوند. توالی‌های اطلاعات ژنتیکی در این ژن‌ها در آنالیزهای مولکولی برای بازسازی و درک تاریخچهٔ تکامل جانداران و به‌ویژه مهره‌داران به‌کار رفته‌است. دلیل این موضوع آن است که نرخ تکامل در این ژن‌ها بسیار آهسته است و از این لحاظ بازسازی انشعاب تکاملی از اجداد پیشین آسان‌تر است.